# William Beccaro
William Beccaro (Camposampiero, 2 marzo 1973) è un giornalista italiano.

## Biografia
Inizia la sua carriera giornalistica a Radio Popolare di Milano nel 1993, dove dall'autunno dello stesso anno fino all'estate del 1996 ha fatto parte della Redazione Programmi.
È inviato di Caterpillar per Radio2 dal 1998 sino al 2000, anno in cui lascia la RAI e inizia la sua collaborazione con la My-Tv, la prima web-tv nata in Italia. 
Nel 2001 entra nella redazione di AGR. Nel 2003, è negli USA, come corrispondente dalle Nazioni Unite per conto del quotidiano L'Unità.
Ritornato in Italia collabora con il settimanale Diario, con il quotidiano La Repubblica e con il periodico Avvenimenti. 
Nel 2004 è nuovamente in Rai dove si dedica ad UNIrai, progetto di sperimentazione e didattica radiofonica nato dall'incontro tra Radio2 e la Conferenza Nazionale delle Facoltà e dei Corsi di Laurea in Scienze della Comunicazione.
Nel 2006 è nuovamente ad AGR e fa parte del nucleo fondativo della parte televisiva dell'agenzia che andrà a costituire e costruire la primitiva parte video di Corriere.it.
Nella notte tra il 24 e il 25 giugno 2006 partecipa, come inviato, alla notturna di Radio2 dedicata al trasporto del relitto del Dc 9 Itavia dall'aeroporto di Pratica di Mare al Museo per la memoria di Ustica di Bologna.
Nel 2008 torna in Rai come autore e conduttore del programma "Scatole Cinesi", in onda su Radio2.
Nel 2009 ha ideato il format francescaonline.it, la fortunata inchiesta sul e-commerce in Italia che ha come protagonista la giornalista Francesca Sassoli e la sua famiglia.
A partire dal 2009 gli viene affidata la neonata CNRtv, quindi dal luglio del 2009, da direttore responsabile, l'agenzia giornalistica AGR. Durante la sua direzione (che termina nel dicembre 2010), AGR e il sito collegato cnrmedia.com pubblicano diverse esclusive con eco in Italia e nel mondo, tra queste: nell'ottobre del 2009 la divulgazione in anteprima delle foto del corpo martoriato di Stefano Cucchi che farà scoppiare l'omonimo caso; nel giugno del 2010 è tra i media più fortemente schierati contro la cosiddetta "Legge Bavaglio"; nel luglio del 2010 denuncia la vicenda dei 250 eritrei detenuti illegalmente in Libia e lasciati morir di fame; nel settembre 2010 pubblica l'intervista all'avvocato Renato Ellaro che porrà fine alla polemica sulla Casa di Montecarlo attribuita al cognato di Gianfranco Fini; nel dicembre 2010 CNRmedia è citata sul New York Times per le interviste sul caso dei crolli nel sito archeologico di Pompei.
Nel 2011 è tra i fondatori della Fonderia Mercury.
Nel 2014 e per un anno lavora pro bono per il Comune di Milano, nello staff di Chiara Bisconti, “assessora al benessere, qualità della vita, sport e tempo libero, risorse umane, tutela degli animali, verde e arredo urbano”, e realizza progetti di comunicazione che porteranno risorse al capoluogo lombardo.
Nel 2015 e fino al dicembre del 2017 fa parte del CdA di Radio Popolare di Milano dove ricopre la funzione di DG.
Nel 2018 fonda la testata giornalistica Estreme Conseguenze di cui è direttore responsabile. Sin dalla sua nascita, la testata conduce una campagna per ottenere verità e giustizia sull’omicidio di Mino Pecorelli. Gli elementi emersi nel corposo lavoro di inchiesta, svolto da Raffaella Fanelli, portano la magistratura a riaprire il caso. Nel giugno del 2019, una busta con un proiettile viene recapitata alla giornalista di Estreme Conseguenze titolare dell'inchiesta, gli inquirenti collegano da subito le minacce al caso Pecorelli. Il fatto ha grande eco e grande solidarietà sulla stampa italiana. Nell’ottobre del 2019, il tribunale di Verona sequestra l'intervista di Raffaella Fanelli a Vincenzo Vinciguerra e una parte del server di Estreme Conseguenze, è la prima volta nella storia della Repubblica Italiana. Il tribunale del riesame di Verona annullerà il provvedimento.